# Meriatum (figlio di Ramses III)

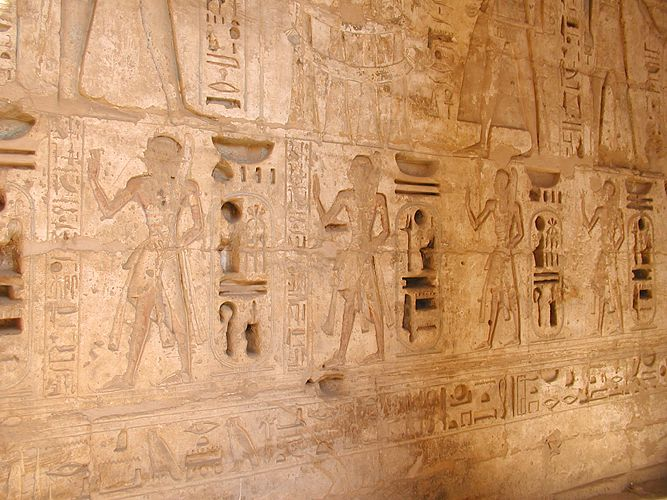
Particolare della processione dei figli di Ramses III, nel suo Tempio funerario a Medinet Habu.

Meriatum (... – ca. 1155/1145 a.C.) è stato un principe egizio della XX dinastia, figlio dell'importante faraone Ramses III (regno: 1186 - 1155 a.C.) e fratello o fratellastro dei faraoni Ramses IV, Ramses VI e Ramses VIII, e zio dei faraoni Ramses V e Ramses VII. Ebbe il prestigioso incarico di Sommo sacerdote di Ra. Il suo nome completo era "Ramses-Meriatum", che significa "Nato da Ra-Amato da Atum".
Compare nella processione di figli del re raffigurata nel Tempio di Medinet Habu ed è menzionato nel Papiro Wilbour. Morì durante il regno di Ramses IV o di Ramses V (cioè tra il 1155 e il 1145 a.C. indicativamente).